# Catabena divisa
Catabena divisa är en fjärilsart som beskrevs av Herrich-Schäffer 1868. Catabena divisa ingår i släktet Catabena och familjen nattflyn. Inga underarter finns listade i Catalogue of Life.